# Fisioterapia traumatológica
Especialidad de la fisioterapia que se define como el arte y la ciencia del tratamiento mediante agentes físicos de la patología traumática.
Dentro de ella, podemos citar: fractura ósea, luxación, politraumatismos, esguince, patología traumática muscular, etc.
Para el abordaje, el fisioterapeuta especialista en traumatología desarrolla, a partir del diagnóstico médico, una valoración detallada del paciente y desarrolla un protocolo de acción terapéutica encaminado principalmente a:
- Alivio del dolor.
- Reducción de la inflamación.
- Recuperación de la movilidad.
- Recuperación funcional del paciente.

Para ello utiliza técncias de masoterapia, kinesioterapia, magnetoterapia, electroterapia, ultrasonoterapia, hidroterapia, FNP (Estiramientos Analíticos en Fisioterapia), y todas cuantas derivadas de los agentes físicos considerase oportuno realizar.
La fisioterapia traumatológica, o recuperación física de un paciente traumatológico, es una prescripción médica y debe ser realizada íntegramente por un fisioterapeuta para garantizar la eficacia del tratamiento.
La fisioterapia geriátrica a domicilio representa un complemento esencial en el manejo de diversas afecciones como artrosis, reemplazos articulares, fracturas de cadera... asociadas al proceso de envejecimiento.